# Paus Clemens XII
Paus Clemens XII, geboren als Lorenzo Corsini (Florence, 7 april 1652 – Rome, 6 februari 1740) was paus van 1730 tot 1740.
Hij was aanvankelijk een in Pisa afgestudeerde jurist. Na een lang conclaaf van vier maanden werd hij op 78-jarige leeftijd en kampend met een voortdurend afnemend gezichtsvermogen tot paus gekozen. Vanaf 1732 was hij totaal blind. Lang bleef hij de op één na oudste bisschop van Rome ooit totdat Paus Franciscus deze titel op 17 oktober 2024 van hem overnam.
Zijn eerste stap als paus was het drastisch reorganiseren van de financiën van het Vaticaan, die onder zijn voorganger Benedictus XIII behoorlijk in het ongerede waren geraakt. De hoofdschuldige van het financiële wanbeheer, kardinaal Niccolò Coscia werd veroordeeld tot tien jaar gevangenisstraf.
De pauselijke financiën werden nog verder verbeterd door nieuw leven te blazen in een openbare loterij, die onder Benedictus XIII was verboden. De verbeterde financiële situatie stelde hem in staat de kunsten en wetenschappen te bevorderen (begin van de bouw van de Trevifontein, nieuwe façade voor de Sint-Jan van Lateranen, Bibliotheca Corsini). Hij gaf nieuwe regels voor de pauskeuze (1732) en steunde de missionering in de Libanon. In 1738 werd de vrijmetselarij veroordeeld.
Zijn grafmonument bevindt zich in de cappella Corsini van de Sint-Jan van Lateranen.
Cursief: tegenpaus